# Victoria (telenovela, 2007)
Victoria est une telenovela americano-colombienne produite par RTI Colombia pour Telemundo.
Elle met en vedette Victoria Ruffo et Mauricio Ochmann avec la participation antagoniste d’Arturo Peniche.
C'est une adaptation  plus récente de la telenovela colombienne Señora Isabel qui date de 1993-1994.
Elle a été diffusée entre le 4 décembre 2007 et le 1er août 2008 sur Telemundo.

## Synopsis
Victoria Santiesteban de Mendoza a 50 ans et s'apprête à célébrer son 25e anniversaire de mariage avec Enrique Mendoza lorsqu'elle découvre que son grand amour est infidèle depuis deux ans avec Tatiana, une femme plus jeune qu'elle de vingt ans.
Cette nouvelle constitue un coup dur pour Victoria qui décide d'annuler toute célébration. Peu de temps après, elle doit faire face à l'abandon de son mari puisque Enrique décide d'aller vivre avec sa maîtresse. Victoria a le sentiment que sa vie est brisée, elle ne se considère pas prête à affronter la vie seule. C'est une femme qui s'est dévouée corps et âme à s'occuper de son mari et de ses trois enfants : Paula, 22 ans, Santiago, 20 ans et Mariana, 17 ans.
Jusqu'à présent, elle menait une vie paisible dans sa confortable hacienda coloniale, une demeure appartenant aux Mendoza depuis de nombreuses générations. Non seulement, Victoria doit endurer la douleur de voir son mari partir avec une autre femme, mais ses filles, Paula et Mariana, lui reprochent également de n'avoir su garder Enrique à ses côtés et de ne pas l'avoir retenu d'une manière ou d'une autre. Pour elles, leur père cherche ailleurs ce qu'il n'a pas pu trouver avec sa famille. Son seul soutien est Santiago, son fils, qui a toujours eu une relation très tendue avec son père.
Malgré tous ces sentiments mitigés et sans même l’imaginer, Jerónimo, un homme âgé de 34 ans, arrive dans la vie de Victoria. Celui-ci tombe amoureux d’elle et lutte pour convaincre Victoria que la vie n'est pas finie pour elle. Au contraire, il n'y a pas d'âge pour rechercher le bonheur et l’épanouissement.
En outre, ils évoquent les problèmes de leurs enfants. En tant que fille préférée d’Enrique, Paula fait des études jusqu’au jour où ses projets se heurtent au fait qu'elle est enceinte de son petit ami, qui est également étudiant. Santiago doit trouver un moyen de devenir un chanteur et compositeur célèbre et Mariana qui est impliquée avec son amie Elisa dans des problèmes de toxicomanie.
Sans le vouloir, Victoria est en train de tomber amoureuse de cet homme merveilleux qui porte son âme à la recherche de la sienne. Ils devront aussi se battre contre leurs propres enfants. Martín, 11 ans, fils de Jerónimo qui méprise Victoria car il pense que ses parents pourront un jour se réconcilier. Mariana, la fille de Victoria, est une adolescente de 17 ans très rebelle et capricieuse qui déteste Jerónimo. En apprenant ce qui se passe, Enrique décide de retirer complètement son soutien financier afin qu'elle oublie cette relation absurde avec le jeune homme. Mais pour Victoria, il ne s'agit pas de le faire pour Jerónimo, mais pour sa propre dignité. C’est ainsi qu’elle commence à assumer la dure réalité de la vie et à devenir autonome, la maîtresse de sa propre vie. Jusqu'alors elle n'a jamais accompli de choses pour elle-même. Elle essaie tant bien que mal d'assumer la responsabilité économique de sa maison, une responsabilité.
Victoria ne sait rien faire à part cuisiner des repas gastronomiques et tenir une maison à la perfection. Malgré tout, elle est prête à tout pour survivre et s'épanouir, tant pour ses enfants que pour les autres.
Victoria commence à avoir une relation avec Jerónimo, quand tout semble aller pour le mieux. Jerónimo a un contrat en Espagne. Jerónimo s'en va après être tombé amoureux d'une autre femme, Penélope. Après deux ans, il revient en se souvenant de tout ce qui s'est passé avec Victoria. Dans ces deux années, Enrique veut revenir auprès de Victoria en pensant que c'était une erreur de se séparer d'elle. Quand Jerónimo arrive, son amie et l'amie de Victoria, Camila invite Jerónimo chez elle, mais à ce moment-là, Victoria quittait déjà les lieux. Sentant qu'elle aime toujours Jerónimo après tant d'années, Victoria abandonne Enrique lorsqu'elle apprend qu'il va avoir un enfant avec Tatiana et qu'elle s'est fait encore une fois de plus tromper. Ensuite, Tatiana quitte Enrique parce qu'elle découvre qu'il lui a menti. Il avait dit qu'il en avait fini avec Victoria. Tatiana ne sait pas si elle doit garder le bébé de cet homme volage. Mais Tatiana parle à Victoria et lui apprend qu'elle en a fini avec lui. Il semblait qu'elle recevait les miettes d'amour que Victoria avait autrefois reçues. À ce moment-là, Jerónimo a aussi le sentiment d’aimer Victoria profondément et lui annonce alors qu’il veut partir avec elle à Madrid ou sans ça que la relation avec elle se termine définitivement. Victoria accepte et va avec lui à Madrid pour vivre le bonheur et l'amour avec lui. Elle retrouve un sourire dans son existence, qui n'avait jusqu'ici jamais été vraiment présent.

## Distribution
- Victoria Ruffo : Victoria Santiesteban de Mendoza
- Arturo Peniche : Enrique Mendoza Prieto
- Mauricio Ochmann : Jerónimo Acosta
- Andrea López : Tatiana López
- María Helena Döering : Helena de Cárdenas
- Diana Quijano : Camila Matíz
- Geraldine Bazán : Paula Mendoza Santiesteban
- Javier Delgiudice : Gerardo Cárdenas
- Laura Perico : Mariana Mendoza Santiesteban
- Ricardo Abarca : Santiago Mendoza Santiesteban
- Adriana Romero : Valeria Sáenz
- José Julián Gaviria : Martín Acosta Reyes
- Patricia Grisales : Carlota Velandia
- Margalida Castro : Mercedes "Memé" de Santiesteban
- Laura Londoño : Elisa Ortíz
- Roberto Manrique : Sebastián Villanueva
- Martha Liliana Calderón : Fernanda Santiesteban
- Andrés Felipe Martínez : Guillermo
- Camilo Trujillo : Arturo Cárdenas
- Ricardo González : Henry
- Paola Díaz : Silvia Reyes
- Sebastián Eslava : Francisco "Pacho" Vélez
- Adriana Campos : Penélope
- Natalia Bedoya : Estrella
- Danilo Santos : Robert
- Víctor Hugo Trespalacios : Elvis
- Lino Díaz : Federico Rangel
- Julio del Mar : Bernardo Solís
- Daniela Tapia : Diana
- Manuel José Chávez : Andrés Castro
- Fernando Corredor : Sacerdote Lorenzo
- Silvestre Ramos : Franco

## Versions
- Señora Isabel (Canal A, 1993-1994)
- Mirada de mujer (TV Azteca, 1997-1998)
- Nunca Digas Adeus (TVI, 2001-2002)
- Mirada de mujer, el regreso (TV Azteca, 2003-2004)
- Si nos dejan (Televisa, 2021)
- Ana de nadie (RCN Televisión, 2023)